# Cleomenes diversevittatus
Cleomenes diversevittatus là một loài bọ cánh cứng trong họ Cerambycidae.